# 区域整合
區域整合，指兩個或更多在地理上相近的國家或政治實體在界定地理範圍内不斷擴大範圍進行合作的過程，目的在於持續的、制度化的經濟聯合和一項或多項政策上的規範。
- 歐洲
  - 歐洲聯盟
- 亞洲
  - 東南亞國家聯盟
  - RCEP
  - CPTPP
  - 歐亞經濟聯盟
- 美洲
  - 中美洲自由貿易協定
  - 南方共同市場
  - 安地斯共同體
  - 加勒比共同體
  - 北美自由貿易區
  - 中美洲共同市場
- 非洲
  - 南部非洲發展共同體
  - 西非國家經濟共同體
  - 中部非洲國家經濟共同體
  - 東部和南部非洲共同市場
  - 東非共同體
  - 阿拉伯馬格里布聯盟
  - 非洲經濟共同體